# オルバース (クレーター)
オルバース (Olbers) は、月の嵐の大洋の西端に位置するクレーターである。周期彗星オルバースや、2個の小惑星パラス・ベスタを発見した19世紀のドイツの医師ヴィルヘルム・オルバースにちなんで名づけられた。
オルバースの南東にはヘヴェリウスが位置しており、オルバースの南にはヘディンが、オルバースの北東にはカルダーノが位置している。オルバースの北西にはヴァスコ・ダ・ガマ、ボーア、アインシュタインが位置している。
オルバースの北西の周壁にはグルーシコが接触している。グルーシコはかつてオルバースAと呼ばれており、従属クレーターとして扱われていたが、1994年に国際天文学連合によってグルーシコとして承認された。
オルバースの周壁はわずかに風化しており、北側の周壁、東側の周壁、および南側の周壁にはV字状の裂け目がある。オルバースの底面は比較的平坦であり、特に東側の周壁近くにはクレーター痕がほとんど見られない。底面は隣接するグルーシコが形成された際の噴出物によって覆われている。

## 従属クレーター
オルバースのごく近くにある小さな無名のクレーターについては、アルファベットを付加することによって識別される。
| 名称 | 月面緯度     | 月面経度     | 直径   |
| ---- | ------------ | ------------ | ------ |
| B    | 北緯 6.8 度  | 西経 74.1 度 | 16 km  |
| D    | 北緯 10.2 度 | 西経 78.2 度 | 116 km |
| G    | 北緯 8.4 度  | 西経 74.5 度 | 10 km  |
| H    | 北緯 8.7 度  | 西経 74.4 度 | 8 km   |
| K    | 北緯 6.8 度  | 西経 78.2 度 | 24 km  |
| M    | 北緯 8.0 度  | 西経 81.2 度 | 33 km  |
| N    | 北緯 9.0 度  | 西経 79.7 度 | 22 km  |
| S    | 北緯 6.8 度  | 西経 76.7 度 | 21 km  |
| V    | 北緯 9.1 度  | 西経 73.0 度 | 7 km   |
| W    | 北緯 5.9 度  | 西経 81.5 度 | 18 km  |
| Y    | 北緯 6.5 度  | 西経 83.6 度 | 21 km  |

以下のクレーターは、国際天文学連合によって再命名された。
- オルバースA - グルーシコ